# Polo amb bicicleta
El polo amb bicicleta (polo-vélo en francès; Radpolo en alemany, cycle polo en anglès) és un esport d'equip, semblant al polo tradicional, excepte que s'utilitzen bicicletes en lloc dels cavalls. Hi ha dues versions d'aquest esport: herba i pista. El joc de pista dura va experimentar un fort augment d'interès a la primera dècada del segle XXI i estan sorgint nous equips arreu del món a la Xina, Canadà, Irlanda, Suïssa, França, Índia, Alemanya, Pakistan, Ucraïna, Rússia, Malàisia, Sri Lanka, Indonèsia, Hongria, Austràlia, Nova Zelanda, Suècia, Anglaterra, Escòcia, Argentina, Itàlia, Espanya, EUA, Polònia, Croàcia, Eslovènia, Lituània, Nepal, Brasil i Cuba.

## Història
El joc va ser inventat al comtat de Wicklow (Irlanda), el 1891 pel campió de ciclisme retirat Richard J. Mecredy, editor de la revista The Irish Cyclist. A l'octubre d'aquell any es va jugar el primer partit de ciclopolo al Scalp (Comtat de Wicklow) entre Rathclaren Rovers i l' Ohne Hast Cycling Club. Cap a finals del segle xix, el joc va arribar a Gran Bretanya, França i els Estats Units, on l' American Star Bicycle va ser un dels equips més destacats.
El primer partit internacional es va jugar entre Irlanda i Anglaterra el 1901. El polo amb bicicleta va ser un esport de demostració als Jocs Olímpics de Londres de 1908 amb la victòria d'Irlanda i Alemanya.
L'esport va assolir el seu punt àlgid de popularitat a Gran Bretanya durant la dècada de 1930 amb la introducció de les lligues regionals. El cicle de polo també va florir a França durant aquest període amb l'establiment de la lliga francesa. Es van celebrar partits internacionals entre França i la Gran Bretanya regularment. No obstant això, la Segona Guerra Mundial va marcar l'inici de la desaparició del polo amb bicicleta a Gran Bretanya. Tot i això, l'esport es va mantenir a França, amb campionats de lliga celebrats regularment fins avui.
La dècada de 1980 va veure l'ascens de dues noves potències en el polo amb bicicleta, l'Índia i els Estats Units. La Bicycle Polo Association of America es va crear el 1994. Els partits internacionals de polo ciclista van tornar en la dàcada de 1990, amb el primer campionat del món organitzat l'any 1996 als EUA. Actualment es juga al Brasil, Argentina, Austràlia, Canadà, França, Alemanya, Gran Bretanya, Índia, Irlanda, Malàisia, Nova Zelanda, Pakistan, Sud-àfrica, Sri Lanka, Suècia, Suïssa i EUA. El bicie polo va ser reconegut oficialment per la Unió Ciclista Internactional l'any 2001.